# Vendiamorpha
Vendiamorpha (Вендіаморфи) — клас вимерлих едіакарських тварин типу Проартикуляти (Proarticulata).

## Опис
Типові вендіаморфи мали тіло овальної або круглої форми повністю розділене на сегменти так званими ізомерами, які розташовувались у два ряди по поздовжній осі тіла з деяким зміщенням відносно один одного. Це явище описується як ковзна симетрія. Поперечні елементи зменшувалися у розмірі від одного кінця тіла до іншого і нахилені у тому ж напрямку. Перший і найбільший сегмент не був розділений.
У деяких представників класу, наприклад Vendia і Paravendia, присутня травна система, що складається з простої осьової трубки та бічних придатків, з окремим бічним придатком для кожного ізомера.

## Класифікація
Клас Vendiamorpha в даний час включає тільки одну родину Vendiidae (спочатку називають Vendomiidae як типовий рід Vendomia, що був переописаний як член роду Dickinsonia), яка складається з видів Vendia sokolovi, V. rachiata, Paravendia janae і виду Kharakhtia nessovi з едіакарських порід Архангельської області, Росії. Рід Pseudovendia може чи не може бути vendiamorph, або може бути нетваринним організмом.